# Long Hòa, Thành phố Hồ Chí Minh
Long Hòa là một xã thuộc Thành phố Hồ Chí Minh, Việt Nam.

## Địa lý
Xã Long Hòa có diện tích 63,27 km², dân số năm 2021 là 12.078 người, mật độ dân số đạt 191 người/km².

## Hành chính
Xã Long Hòa được chia thành 7 ấp: Đồng Bà Ba, Tân Hòa, Thị Tính, Long Điền, Tiên Phong, Long Nguyên, Long Thọ.

## Lịch sử
Trước đây, Long Hòa là một xã thuộc huyện Bến Cát cũ.
Ngày 23 tháng 7 năm 1999, Chính phủ ban hành Nghị định 58/1999/NĐ-CP về việc chuyển xã Long Hòa thuộc huyện Bến Cát về trực thuộc huyện Dầu Tiếng mới tái lập quản lý.
Ngày 17 tháng 11 năm 2004, Chính phủ ban hành Nghị định 190/2004/NĐ-CP về việc điều chỉnh 1.477 ha diện tích tự nhiên và 950 nhân khẩu của xã Minh Tân về xã Long Hòa quản lý.
Sau khi điều chỉnh địa giới hành chính, xã Long Hòa có 5.828 ha diện tích tự nhiên và 6.800 nhân khẩu.